# Онищенко Володимир Анатолійович
Володимир Анатолійович Онищенко (23 лютого 1949, с. Телешівка, Рокитнянський р-н, Київська обл. — 6 березня 2018) — український художник-кераміст, член Національної спілки художників України, член Національної спілки майстрів народного мистецтва України.

## Біографія
Народився 23 лютого 1949 р. у с. Телешівка на Київщині.
У 1967 р. вступив на факультет художньої кераміки Львівського державного інституту декоративно-прикладного мистецтва (нині — Львівська академія мистецтв), який закінчив у 1972 р. Йому викладали З. Флінта, А. Бокотей, Е. Мисько, Ю. Лащук.
Тридцять років Володимир Анатолійович працював у Художньому фонді України, зокрема в Київському комбінаті монументального та декоративного мистецтва, виконував за своїми ескізами мозаїки, вітражі, чеканки, керамічні панно тощо.
Як митець працював у техніці димної (сивої) кераміки. Учасник багатьох всеукраїнських, міжнародних, групових і персональних художніх виставок, а також симпозіумів: «Поезія гончарства на майданах і парках України», Опішне, 1998 р.; Полтавський мистецький пленер, 1998 р.; І Національний симпозіум гончарства «Опішне–2000»; Симпозіум гончарства «Бубнівка–2000»; Слов'янський симпозіум кераміки–2001 р.; Національний симпозіум гончарства «Опішне–2001»; Всеукраїнський молодіжний симпозіум гончарного мистецтва «Чигирин–2003».
25 лютого 2014 до 65-річчя художника Національний музей українського гончарства в Опішному презентував виставку найкращих авторських робіт із фондової колекції музею. Всього в музеї зберігається понад 340 робіт, подарованих художником.
В. Онищенко є автором понад 700 публікацій в періодиці України, зокрема в журналах «Народне мистецтво», «Образотворче мистецтво», «Київ», «Кераміка: стиль+мода», «Український керамологічний журнал», газетах — «Культура і життя», «Шлях перемоги» та ін. Твори майстра зберігаються в музеях і приватних збірках.